# Kikou Kai Galient
Panzer World Galient (яп. 機甲界ガリアン Кико:кай Гариан) — аниме-сериал, выпущенный студиями Nippon Sunrise. Впервые транслировался по телеканалу Nippon Television с 5 октября 1984 года по 29 марта 1985 года. Всего было выпущено 25 серий. 28 марта 2003 года сериал был выпущен на DVD.
На основе сюжета сериала были выпущена также 3-хсерийная OVA в 1986 году. Первые две серии OVA: Daichi no Shō (яп. 大地の章 Дайти но Сё:, «Глава земли») и Tenkū no Shō (яп. 天空の章 Тэнку: но Сё:, «Глава неба»), — являются пересказом 1-13 и 14-25 серий телесериала соответственно. Третья же история Tetsu no Monshō (яп. 鉄の紋章 Тэцу но Монсё:, «Полумесяц железа») рассказывает о совсем других героях и событиях в той же вселенной.
Режиссёром сериала являлся Рёсукэ Такахаси, а за дизайн мех отвечал Ютака Идзубути.

## Сюжет
Действие происходит в далёком мире в королевстве Арст, похожем на средневековую Европу. Главный герой, король Джорди Волдер, борется с армией завоевателя Мардера, используя легендарного гигантского робота «Галиента», одной из многих машин, которые вот уже тысячелетиями хранились в глубоких недрах земли, оставленные неизвестной цивилизацией. Мардер и его армия также используют меха-роботов, чтобы завоевать всё королевство, а позже и всю галактику полумесяца.

## Роли озвучивали
- Хидэхиро Кикути — Дзёдзё
- Юрико Футидзаки — Тюруру
- Осаму Кобаяси — Азбес
- Акико Идзуми — Ферия Бода
- Сэйдзо Като — Мардал
- Фуми Хирано — Хильмука
- Сигэру Тиба — Видор
- Сё Хаями — Хай Шальдт
- Дзюн Хадзуми — Далтас
- Мари Ёкоо — Мать Тюруру
- Юсаку Яра — Ранбель
- Синго Канэмото — Дон Сразен
- Кадзухико Иноуэ — Возпен

## Музыка
Начало
«The Galient World» исполнитель: EUROX
Концовка
«Hoshi No Ichibyou» исполнитель: EUROX

## Другие произведения
Часть персонажей Kikou Kai Galient появляется в игре для PlayStation 1998 года Shin Sedai Robot Senki: Brave Saga, сделанной по другому циклу аниме-сериалов студии Sunrise.